# Jana Kubičková
Jana Kubičková-Posnerová (Nové Sady, Eslovaquia, 9 de enero de 1945) es una gimnasta artística checoslovaca, subcampeona olímpica en 1964 y en 1968 en el concurso por equipos.

## Carrera deportiva
En los JJ. OO. de Tokio consigue la plata por equipos, tras la Unión Soviética y delante de Japón, siendo sus compañeras: Věra Čáslavská, Marianna Krajčírová-Némethová, Hana Růžičková, Jaroslava Sedláčková y Adolfína Tkačíková.
En el Mundial de Dortmund 1966 gAna la plata de nuevo en el concurso por equipos.
En las Olimpiadas celebradas en Ciudad de México en 1968 consigue la plata en el concurso por equipos, tras la Unión Soviética y delante de Alemania del Este.